# Misaki Doi
Misaki Doi (en japonés: 美咲土井) (n. Yokohama; 29 de abril de 1991) es una exjugadora japonesa profesional de tenis. Su mayor logro fue llegar a la tercera ronda de Wimbledon 2011.

## Vida personal
El padre de Misaki es un hombre de negocios, su madre es ama de casa, su hermano mayor, Ryota, es entrenador de tenis. Comenzó a jugar al tenis a la edad de seis. Le gusta ir de compras y ver películas en japonés.
El juego de Misaki se basa en ser agresivo y llegar a la red. Su ídolo de crecimiento fue Justine Henin "porque ella es pequeña de estatura, pero tiene un juego muy agresivo". Es entrenada por Natsuki Harada. También ha entrenado en el Centro de Entrenamiento Nacional de Tokio desde 2008.

## Títulos WTA (3; 1+2)

### Individual (1)
| Leyenda                    |
| -------------------------- |
| Grand Slam (0)             |
| Juegos Olímpicos (0)       |
| WTA Tour Championships (0) |
| Premier Mandatory (0)      |
| Premier 5 (0)              |
| Premier (0)                |
| International (1)          |

| N.º | Fecha                 | Torneo     | Superficie | Oponente en la final | Resultado        |
| --- | --------------------- | ---------- | ---------- | -------------------- | ---------------- |
| 1.  | 25 de octubre de 2015 | Luxemburgo | Dura (i)   | Mona Barthel         | 6-4, 6-7(7), 6-0 |

#### Finalista (2)
| N.º | Fecha                    | Torneo    | Superficie | Oponente en la final | Resultado |
| --- | ------------------------ | --------- | ---------- | -------------------- | --------- |
| 1.  | 14 de febrero de 2016    | Kaohsiung | Dura       | Venus Williams       | 4-6, 2-6  |
| 2.  | 15 de septiembre de 2019 | Hiroshima | Dura       | Nao Hibino           | 3-6, 2-6  |

### Dobles (2)
| Leyenda                    |
| -------------------------- |
| Grand Slam (0)             |
| Juegos Olímpicos (0)       |
| WTA Tour Championships (0) |
| Premier Mandatory (0)      |
| Premier 5 (0)              |
| Premier (0)                |
| International (2)          |

| N.º | Fecha                    | Torneo    | Superficie | Pareja          | Oponentes en la final             | Resultado        |
| --- | ------------------------ | --------- | ---------- | --------------- | --------------------------------- | ---------------- |
| 1.  | 20 de julio de 2014      | Estambul  | Dura       | Elina Svitólina | Oksana Kaláshnikova Paula Kania   | 6-4, 6-0         |
| 2.  | 15 de septiembre de 2019 | Hiroshima | Dura       | Nao Hibino      | Christina McHale Valeria Savinykh | 3-6, 6-4, [10-4] |

#### Finalista (1)
| N.º | Fecha                    | Torneo                | Superficie | Pareja      | Oponentes en la final        | Resultado |
| --- | ------------------------ | --------------------- | ---------- | ----------- | ---------------------------- | --------- |
| 1.  | 19 de septiembre de 2015 | Tokio (International) | Dura       | Kurumi Nara | Hao-Ching Chan Yung-Jan Chan | 1-6, 2-6  |

## Títulos WTA125s

### Individuales (2)
| N.º | Fecha               | Torneo      | Superficie    | Oponentes          | Resultado |
| --- | ------------------- | ----------- | ------------- | ------------------ | --------- |
| 1.  | 19 de marzo de 2016 | San Antonio | Dura          | Anna-Lena Friedsam | 6-4, 6-2  |
| 2.  | 13 de julio de 2019 | Båstad      | Tierra batida | Danka Kovinić      | 6-4, 6-4  |

#### Finalista (2)
| N.º | Fecha                   | Torneo       | Superficie | Oponentes          | Resultado |
| --- | ----------------------- | ------------ | ---------- | ------------------ | --------- |
| 1.  | 22 de noviembre de 2015 | Taipei       | Dura (i)   | Tímea Babos        | 5-7, 3-6  |
| 2.  | 8 de marzo de 2020      | Indian Wells | Dura       | Irina-Camelia Begu | 3-6, 3-6  |

### Dobles (4)
| N.º | Fecha                  | Torneos       | Superficie    | Pareja                | Oponentes                            | Resultado           |
| --- | ---------------------- | ------------- | ------------- | --------------------- | ------------------------------------ | ------------------- |
| 1.  | 3 de noviembre de 2013 | Nanjing       | Dura          | Xu Yifan              | Zhang Shuai Yaroslava Shvedova       | 6-1, 6-4            |
| 2.  | 28 de enero de 2018    | Newport Beach | Dura          | Jil Teichmann         | Jamie Loeb Rebecca Peterson          | 7-6(4), 1-6, [10-8] |
| 3.  | 13 de julio de 2018    | Båstad        | Tierra batida | Natalia Vikhlyantseva | Alexa Guarachi Danka Kovinić         | 7-5, 6-7(4), [10-7] |
| 4.  | 9 de julio de 2022     | Båstad        | Tierra batida | Rebecca Peterson      | Mihaela Buzărnescu Irina Khromacheva | w/o                 |

#### Finalista (1)
| N.º | Fecha                 | Torneos | Superficie | Pareja              | Oponentes                           | Resultado |
| --- | --------------------- | ------- | ---------- | ------------------- | ----------------------------------- | --------- |
| 1.  | 23 de octubre de 2022 | Ruan    | Dura (i)   | Oksana Kalashnikova | Natela Dzalamidze Kamilla Rakhimova | 2-6, 5-7  |

## Títulos ITF (8; 5+3)

### Individuales (5)
| Torneos de $100 000 |
| Torneos de $75 000  |
| Torneos de $50 000  |
| Torneos de $25 000  |
| Torneos de $15 000  |
| Torneos de $10 000  |

| N.° | Fecha                   | Torneo    | Superficie | Oponente en la final | Resultado en la final |
| 1.  | 28 de marzo de 2009     | Kofu      | Dura       | Erika Sema           | 7-5, 6-2              |
| 2.  | 2 de agosto de 2009     | Tokio     | Carpeta    | Sachie Ishizu        | 6-1, 6-4              |
| 3.  | 28 de noviembre de 2010 | Toyota    | Carpeta    | Junri Namigata       | 7-5, 6-2              |
| 4.  | 21 de abril de 2014     | Seúl      | Dura       | Misa Eguchi          | 6-1, 7-6(3)           |
| 5.  | 10 de enero de 2015     | Hong Kong | Dura       | Kai-Lin Zhang        | 6-3, 6-3              |

#### Finales (3)
| N.° | Fecha                    | Torneo     | Superficie | Oponente en la final | Resultado en la final |
| 1.  | 25 de septiembre de 2009 | Makinohara | Carpeta    | Su-Wei Hsieh         | 6-2, 5-7, 6-7(4)      |
| 2.  | 4 de octubre de 2009     | Tokachi    | Carpeta    | Tomoko Yonemura      | 4-6, 6-7(3)           |
| 3.  | 2 de marzo de 2010       | Irapuato   | Dura       | Monique Adamczak     | 6-7(5), 6-2, 2-6      |

### Dobles (3)
| Torneos de $100 000 |
| Torneos de $75 000  |
| Torneos de $50 000  |
| Torneos de $25 000  |
| Torneos de $15 000  |
| Torneos de $10 000  |

| N.° | Fecha                   | Torneo   | Superficie  | Pareja          | Oponentes en la final             | Resultado en la final |
| 1.  | 20 de julio de 2008     | Miyazaki | Carpeta     | Kurumi Nara     | Kimiko Date-Krumm Tomoko Yonemura | 4-6, 6-3, [10-7]      |
| 2.  | 9 de mayo de 2010       | Fukuoka  | Carpeta     | Kotomi Takahata | Marina Erakovic Aleksandra Panova | 6-4, 6-4              |
| 3.  | 24 de noviembre de 2013 | Toyota   | Carpeta (i) | Shuko Aoyama    | Eri Hozumi Makato Ninomiya        | 7-6(1), 2-6, [11-9]   |

#### Finales (6)
| N.° | Fecha               | Torneo   | Superficie | Pareja         | Oponentes en la final             | Resultado en la final |
| 1.  | 3 de mayo de 2009   | Gifu     | Carpeta    | Kurumi Nara    | Sophie Ferguson Aiko Nakamura     | 2-6, 1-6              |
| 2.  | 10 de abril de 2010 | Incheon  | Dura       | Junri Namigata | Irina-Camelia Begu Erika Sema     | 2-6, 1-6              |
| 3.  | 17 de abril de 2010 | Gimhae   | Dura       | Junri Namigata | Kyung-Mi Chang Jin-A Lee          | 6-1, 4-6, [8-10]      |
| 4.  | 24 de abril de 2010 | Changwon | Dura       | Junri Namigata | Kyung-Mi Chang Jin-A Lee          | 7-5, 3-6, [8-10]      |
| 5.  | 8 de julio de 2013  | Beijing  | Dura       | Miki Miyamura  | Liu Chang Yi-Miao Zhou            | 6-7, 4-6              |
| 6.  | 28 de abril de 2014 | Gifu     | Dura       | Hsieh Shu-ying | Jarmila Gajdosova Arina Rodionova | 3-6, 3-6              |